# Ooh! My Soul
"Ooh! My Soul" är en singel av den amerikanska rockartisten Little Richard, utgiven i maj 1958. Sången finns med på Little Richards första självbetitlade samlingsalbum Little Richard, och har även bland annat spelats in av The Beatles och Big Brother and the Holding Company.

## Coverversioner

### The Beatles
The Beatles spelade in sin version av "Ooh! My Soul" den 1 augusti 1963 vid Playhouse Theatre i Manchester, Storbritannien för BBC:s radioprogram Pop Go The Beatles. Sången släpptes första gången officiellt på samlingsalbumet Live at the BBC från 1994.

#### Medverkande
- Paul McCartney – sång, basgitarr
- John Lennon – kompgitarr
- George Harrison – sologitarr
- Ringo Starr – trummor

Medverkande enligt webbplatsen The Beatles Bible.